# 何京宝
何京寶（1967年8月3日—），香港名厨，人称“食神阿宝师”。出生于澳門，13岁时父亲经商失败，何京寶进入餐馆当学徒工（另一说12歲至香港學廚，17岁已成主厨，22歲时幫人代班而至台灣）。初时学习北京菜，后转学粤菜拜梁誠威（世界級名廚）為師，師父為“阿一鮑魚”的正宗傳人，華人餐飲界知名企業家。

## 經歷
- 法國藍帶總統榮譽勳章
- 世界奧古斯名廚騎士榮譽勳章
- 法國藍帶大中華區榮譽主席

## 獲獎
- 2015韓國世界大賽雙金
- 2015第五屆海峽兩岸十大餐飲名師
- 2015中國高端餐飲酒店亞洲領袖高峰會成就大獎
- 2015北京五星鑽主廚評鑑
- 2014台灣五十名廚
- 2013台灣菁英名廚
- 2011台灣百大名廚
- 2010烹爐大官世界金廚金牌[美極黃金名廚勳章](全球兩位)
- 2007台北市第九屆傳統美食嘉年華﹝尋找台北黃金滷肉飯]創意組第一名
- 2007中國千島湖有機魚大賽金牌
- 2007八段六星級金廚
- 2007亞洲國際廚皇擂台賽
- 2007廚皇爭霸迎奧運廚皇大獎
- 2006馬尼拉市長頒發國際主廚金牌
- 2006中國藥膳文化美食大賽金牌
- 2006中國藥膳名師金牌
- 2006食神爭霸迎奧運食神大獎
- 2005雀巢美極金牌大使獎
- 2005國際紅廚帽大獎[11]
- 2004年中國烹飪大師金牌
- 2003法國藍帶騎士獎[11]
- 第一、二屆紅口袋中外烹飪技術賽金牌
- 首屆北京滿漢全席名師賽名師大獎
- FHC國際烹飪大賽金牌[11]

## 作品
電影
- 2013年—總鋪師美食指導
- 2013年—飲食男女美食指導

綜藝節目
- 超視『阿寶美食煮藝』節目主廚
- Travel&寶島哈燒榜火鍋特集
- 視界電視台『美女版視界美食節目』圈粉特輯
- 視界電視台『美女版視界美食節目』御滿膳特輯

戲劇
- 翻滾吧蛋炒飯
- 婆媳過招千百回
- 18禁不禁
- 就想賴著你 客串 阿寶師傅
- 七個朋友 客串 阿寶師傅
- 鬥魚2 飾演 林德坤

## 著作
- 天下第一鍋港式料理魔法寶典
- 100道必學不敗的正港味
- 下飯菜
- 《阿寶師傅的私房美味》[10]

## 事件
- [12]

## 外部連結
- 超視『阿寶美食煮藝』  （页面存档备份，存于）
- 《看》2008年第22期「認真臉譜」（页面存档备份，存于）
- 【詩詩細味】訪問台灣食神「阿寶師」 ─ 何京寶師傅  （页面存档备份，存于）